# Ankie Bagger
Ann-Christin "Ankie" Bagger, född 30 september 1964 i Solna, är en svensk artist inom genrerna disco och pop och har senare även verkat som artistförmedlare.
Innan Ankie Bagger blev soloartist körade hon bakom Lili & Susie. Hennes genombrott kom 1988 med "People Say It's in the Air", tidigare framförd av Herreys som "Varje liten droppe regn". En stor del av musiken hon framförde som soloartist kom från låtskrivartrion Norell Oson Bard. Dessa skrev även "En dag" till Melodifestivalen 1989 som där framfördes av Tommy Nilsson. Hon stod då i kören tillsammans med Vicki Benckert, Jerry Williams, Tommy Ekman och Jean-Paul Wall. Bidraget vann tävlingen och representerade Sverige vid Eurovision Song Contest 1989 i Lausanne.
Ankie Bagger medverkade i videon till Bam Bam Boys "Let Me Touch Your Skin".
Rockgruppen Nightwish har gjort en cover på en av hennes största hit, "Where Were You Last Night".
År 2009 gav hon ut singeln "Secret Weapon" tillsammans med Peter Gustafson från TV-serien Bonde söker fru. Ankie Bagger har uppträtt på LOVE Stockholm 2010 och Stockholm Pride 2010.

## Diskografi

### Album
| År   | Titel                     | Placering |
| ---- | ------------------------- | --------- |
| 1989 | Where Were You Last Night | 13        |
| 1993 | From the Heart            | 50        |
| 1995 | Flashback #01             | -         |

### Singlar
| År   | Titel                                                     | Sverigetopplistan | Trackslistan |
| ---- | --------------------------------------------------------- | ----------------- | ------------ |
| 1985 | "Vågar du älska?" / "I Want You"                          | -                 |              |
| 1988 | "People Say It's in the Air"                              | 7                 | 3            |
| 1989 | "I Was Made For Loving You"                               | 19                |              |
| 1989 | "Where Were You Last Night"                               | 13                | 4            |
| 1990 | "Love Really Hurts Without You"                           | -                 | 7            |
| 1990 | "Fire and Rain"                                           | -                 |              |
| 1990 | "Happy, Happy Year For Us All" (som del i The Sylvesters) | -                 | 19           |
| 1991 | "If You're Alone Tonight"                                 | -                 |              |
| 1992 | "Every Day, Every Hour"                                   | -                 |              |
| 1993 | "Bang Bang"                                               | -                 |              |
| 1993 | "Where is Love?"                                          | -                 |              |
| 1993 | "The Way I Dream About You"                               | -                 |              |
| 2008 | "Du köper aldrig mig" / "You Can't Buy My Love"           | -                 |              |
| 2009 | "Du kan inte lura mig" (med Peter Gustafson)              | 4                 |              |
| 2010 | "Secret Weapon" (med Peter Gustafson)                     | -                 |              |

### Singel som del av gruppenThe Sylvesters
- "A Happy, Happy Year For Us All" / "Happy, Happy Year For Us All (Singback Version)" (1990)